# RDM Campus

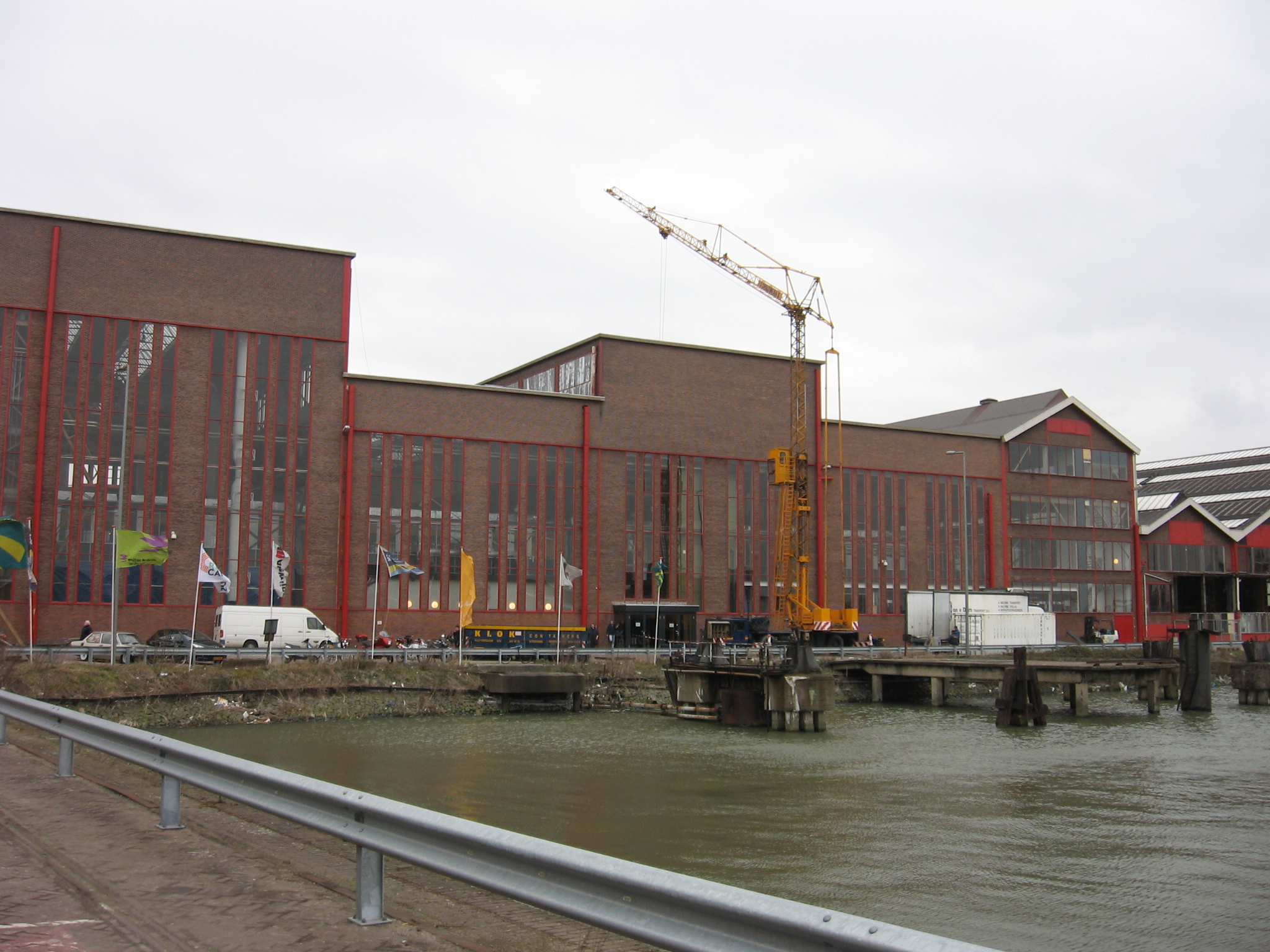
Voormalige machinehal, RDM Innovation Dock

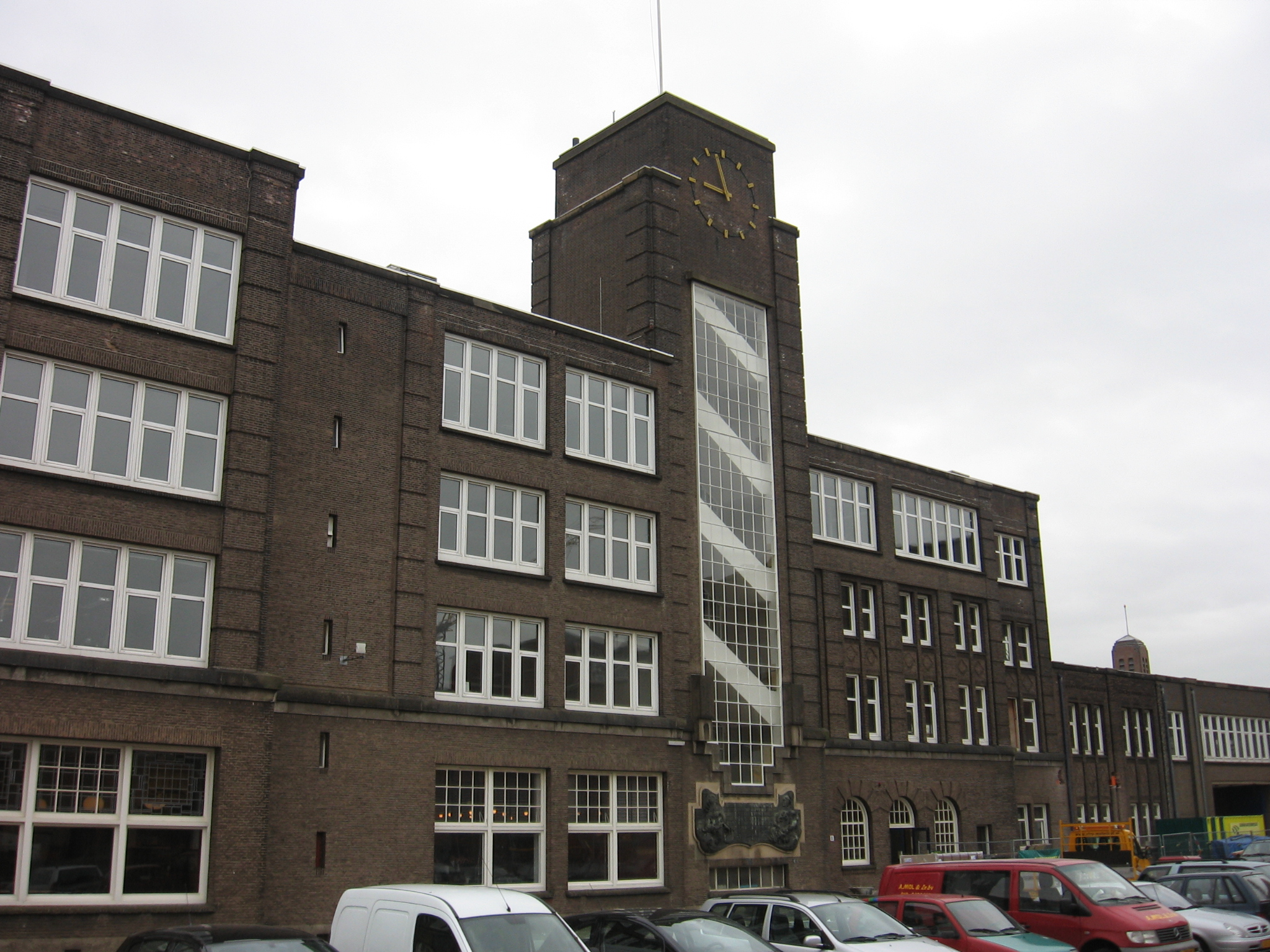
Voormalig directiekantoor

De RDM Campus is een campus op het terrein van de voormalige Rotterdamsche Droogdok Maatschappij (RDM), midden in de Rotterdamse Stadshavens. Het gebied wordt in fases ontwikkeld tot een aantrekkelijke vestigingslocatie voor onderwijsinstellingen en bedrijven waarbij de nadruk ligt op duurzaamheid.
Belangrijk onderdeel van de RDM Campus is de voormalige machinehal RDM Innovation Dock. In februari 2009 zijn de eerste studenten van de technische opleidingen van de Hogeschool Rotterdam gestart op de campus. In maart 2009 volgden ook studenten van het Albeda College. Ook komt ruim 12.000m² beschikbaar voor bedrijven die een kennisrelatie willen aangaan met de onderwijsinstellingen.
RDM Campus bestaat verder uit het voormalige directiekantoor, RDM Droogdok 17 en de RDM Dokhaven. De overgangszone tussen het RDM terrein en het dorp Heijplaat, RDM Village, maakt eveneens deel uit van RDM Campus.

## Verkeer en vervoer
De campus is rechtstreeks bereikbaar vanuit het centrum van Rotterdam (Willemskade) met OV te water en een in 2008 geopende halte van de Aqualiner.
Buslijn 71 reed tot 13 december 2014 van en naar Zuidplein, uitsluitend tijdens de spitsuren. Buslijn 71 reed ook vanaf Anthony Fokkerweg rechtstreeks naar Zuidplein.
Buslijn 68 rijdt dagelijks, deze lijn had eerder niet zijn eindpunt bij het RDM Campus. Maar sinds 14 december 2014 heeft deze lijn zijn eindpunt hier.
Over de weg ligt de campus vrij geïsoleerd doordat het omringd is met water.

## Initiatiefnemers
- Albeda College
- Hogeschool Rotterdam
- Woonbron
- Havenbedrijf Rotterdam N.V

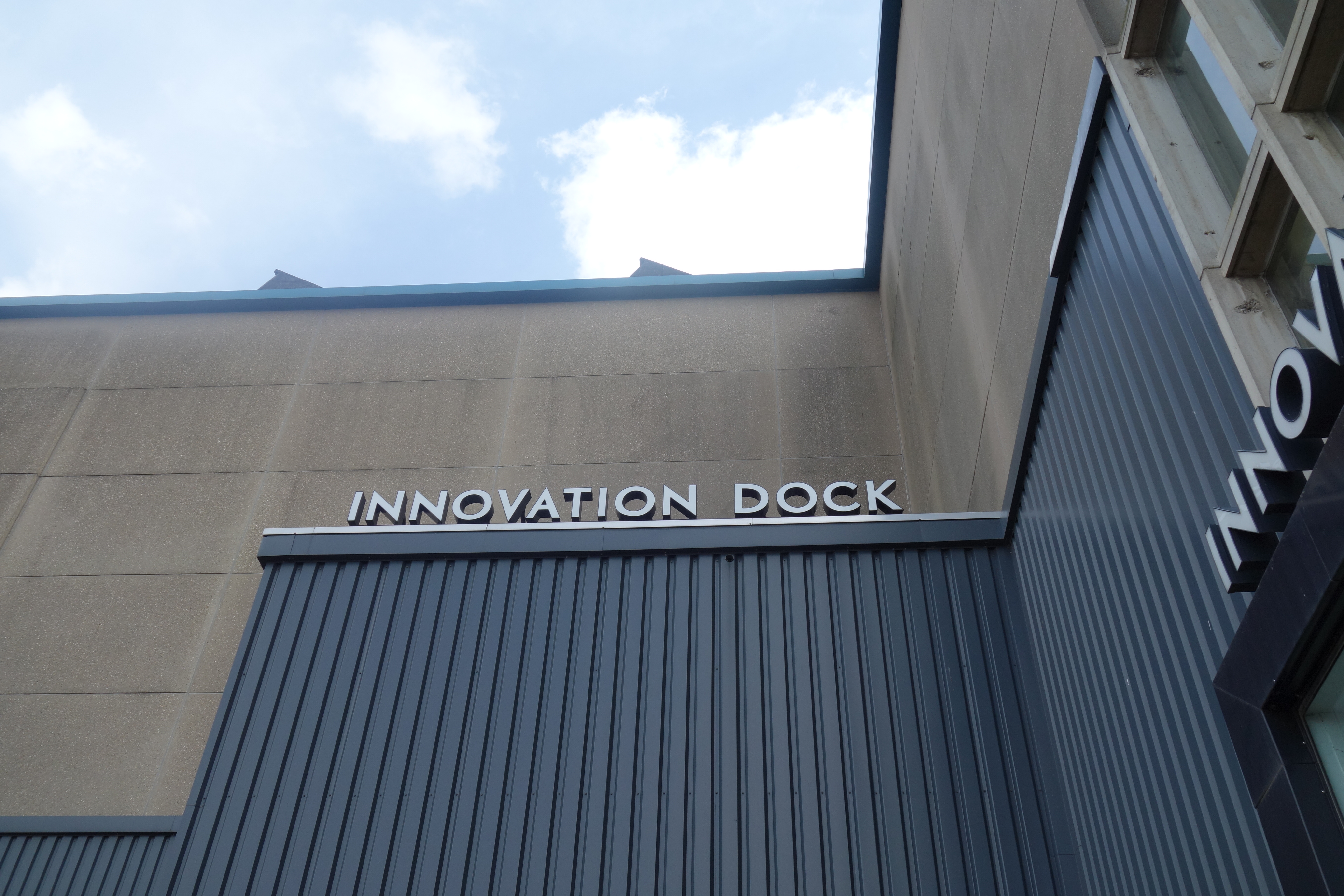
Innovation Dock
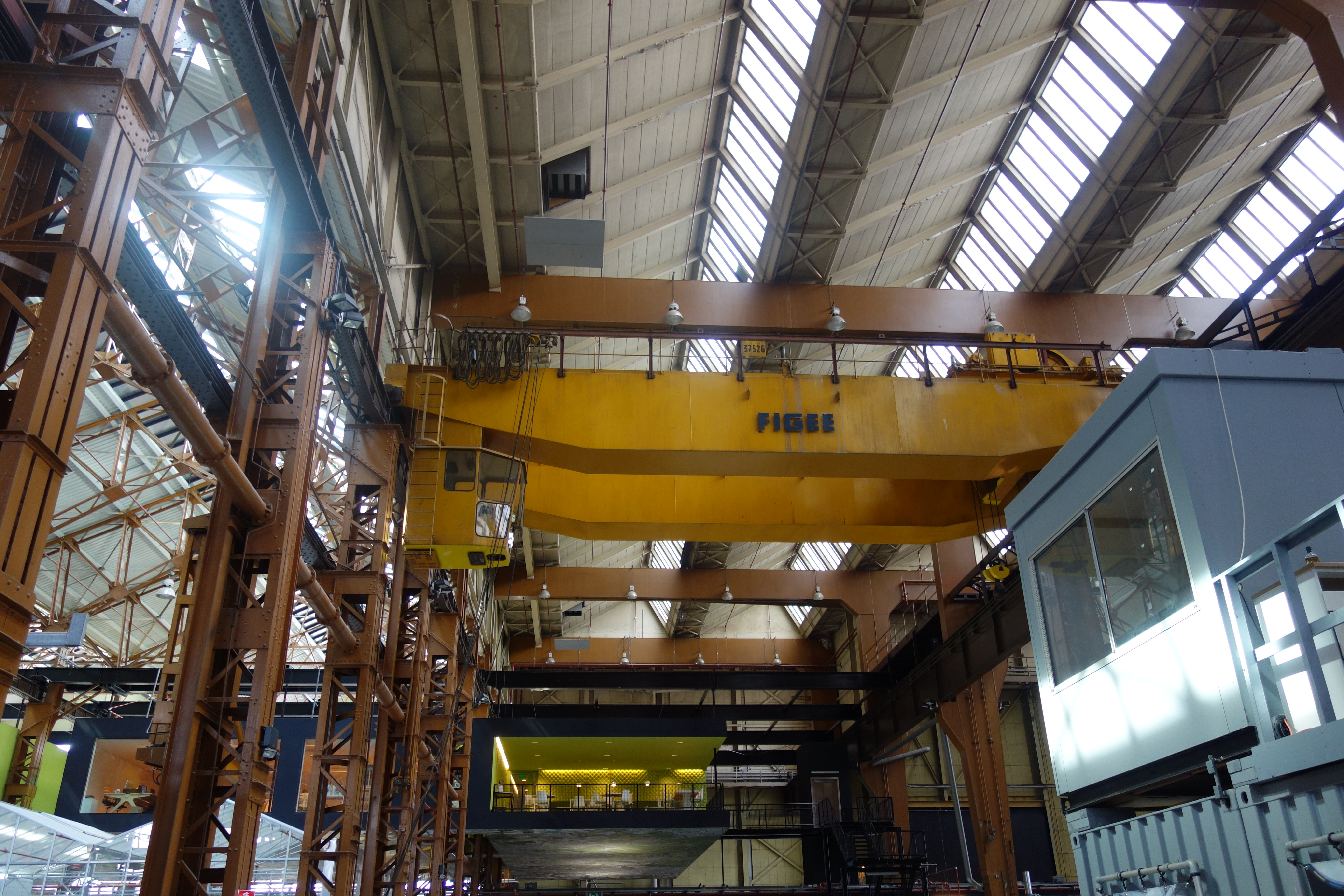
Nieuwe kantoren in oude scheepshal
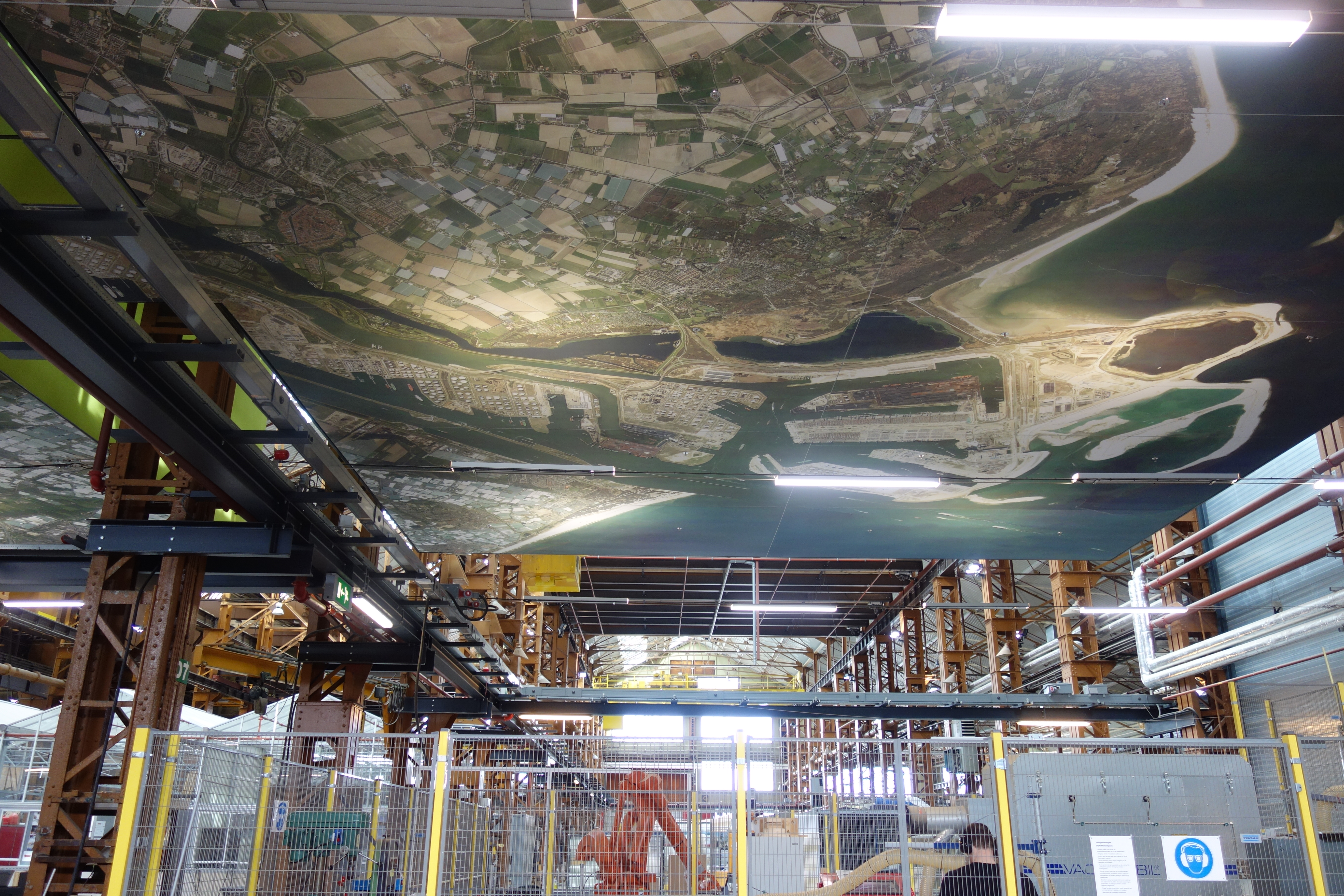
Nieuwe industrie
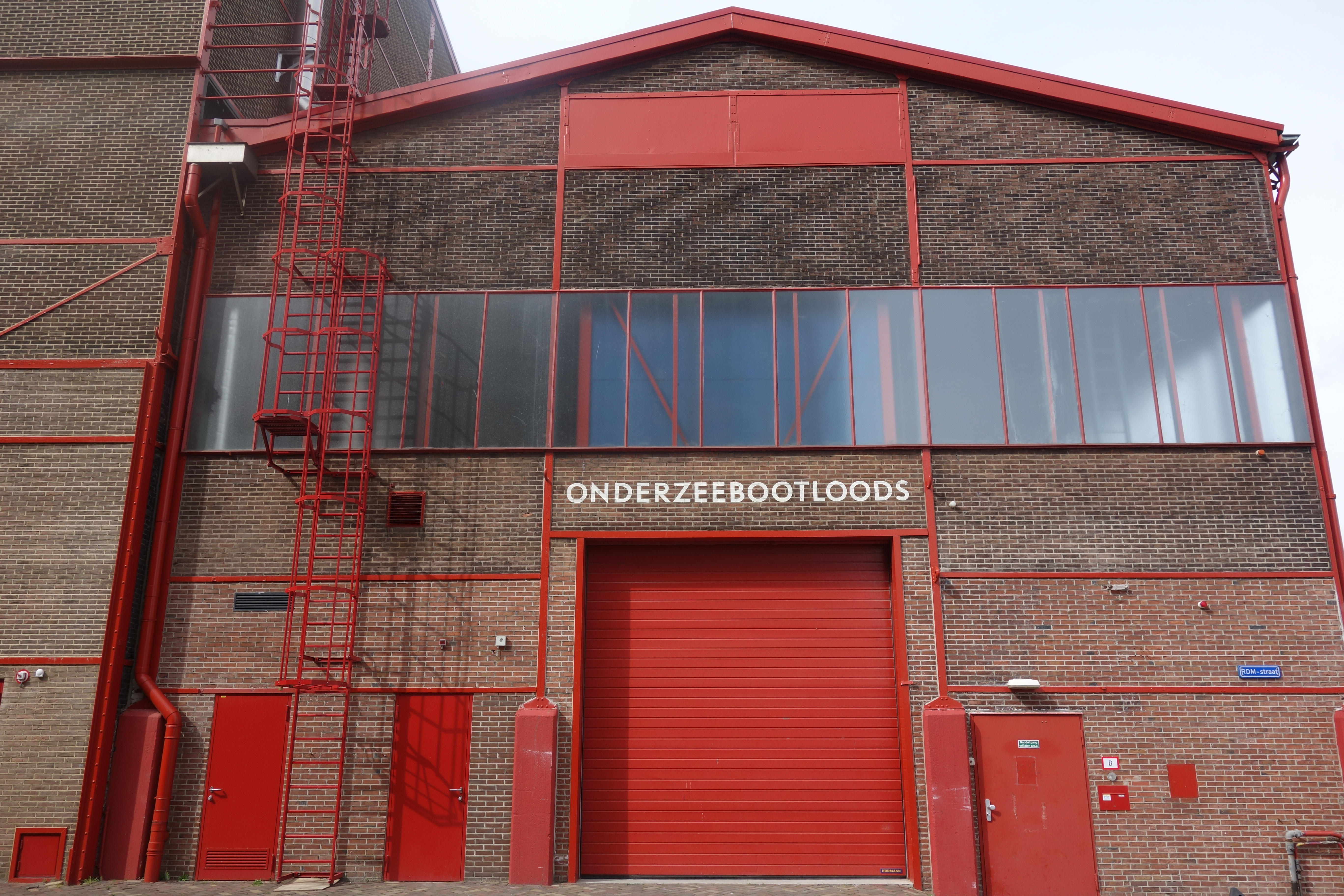
Voormalige onderzeebootloods, nu Ampelmann